# Nordöstrhodesia

Karta över Nordöstrhodesia

Nordöstrhodesia var från slutet av 1800-talet ett brittiskkontrollerat territorium i nordöstra delarna av dagens Zambia, i södra Afrika.
År 1900 utropade British South Africa Company North-Eastern Rhodesia till ett protektorat, med Fort Jameson (nuvarande Chipata) som administrativt centrum. Namnet Rhodesia i landområdesbeteckningen North-Eastern Rhodesia är härlett från Cecil Rhodes.
1905, just innan kompaniet påbörjade storskalig koppargruvdrift, flyttade man protektoratets östgräns (som tidigare legat i Kafuefloden) så att området runt Lusaka och Kopparbältet tillföll North-Western Rhodesia.
1911 sammanfördes North-Eastern Rhodesia och North-Western Rhodesia till ett gemensamt territorium med det nya namnet Nordrhodesia.
Den 24 oktober 1964 blev Nordrhodesia en del av den självständiga staten Zambia och bytte därför namn, varvid Sydrhodesia bytte namn till Rhodesia. Det nya landet Rhodesia bytte senare namn till dagens Zimbabwe. Därefter upphörde beteckningen Rhodesia att användas i någon lands- eller områdesbeteckning i världen.

### Fotnoter
1. ↑  ”Moerosjön”. Nordisk familjebok. 6 mars 1913. https://runeberg.org/nfbr/0421.html. Läst 29 augusti 2012.